# Wim De Coninck
Pour les articles homonymes, voir De Coninck.
Wim De Coninck, né le 23 juin 1959 à Deinze en Belgique, est un footballeur international et entraîneur belge qui joue au poste de gardien de but.
Il a été gardien de but au KSV Waregem, au Royal Antwerp FC, au KAA La Gantoise et au RSC Anderlecht. 
Il a été présélectionné à sept reprises en équipe nationale mais n'a jamais joué une rencontre. Il a ainsi été sur trois feuilles de match lors de l'Euro 1984, mais son poste a toujours été occupé par Jean-Marie Pfaff.
Il a également fait partie de l'équipe de Belgique olympique qui a disputé le tournoi pré-olympique 1983-1984.

## Palmarès
- Présélectionné à l'Euro 1984
- Finaliste de la Coupe de Belgique en 1982 avec le KSV Waregem
- Vainqueur de la Super Coupe de Belgique en 1982 avec le KSV Waregem